# Lepidanthrax calyptus
Lepidanthrax calyptus är en tvåvingeart som beskrevs av Hall 1976. Lepidanthrax calyptus ingår i släktet Lepidanthrax och familjen svävflugor. Inga underarter finns listade i Catalogue of Life.